# Граф Нулин (фильм-балет)
«Граф Ну́лин» — чёрно-белый фильм-балет балетмейстера Владимира Варковицкого; экранизация одноимённой поэмы Александра Пушкина (1825). Созданный в 1959 году, является первым телевизионным фильмом-балетом в истории советского телевидения. Впервые показан 29 июля 1959 года.
Сценарист, балетмейстер и режиссёр-постановщик Владимир Варковицкий, композитор Борис Асафьев (использована музыка из одноимённого балета 1941 года, имевшего неудачную сценическую историю). Художники-постановщики Константин Ефимов и Семён Петерсон.
Музыка звучит в исполнении Симфонического оркестра Всесоюзного радио и телевидения, дирижёр Георгий Жемчужин (Большой театр).

## Актёры
Главные роли в фильме исполнили артисты Большого театра:
- Александр Радунский — помещик
- Ольга Лепешинская — Наталья Павловна, его жена
- Ядвига Сангович — Параша, служанка Натальи Павловны
- Сергей Корень — граф Нулин
- Эсфандьяр Кашани — Пикар, слуга графа Нулина

В эпизодах
- Леонид Болотин
- И. Оленина
- Н. Леонов
- Евгений Меченко
- Леонид Швачкин
- Толя Аристов